# Araneus nossibeus
Araneus nossibeus là một loài nhện trong họ Araneidae.
Loài này thuộc chi Araneus. Araneus nossibeus được Embrik Strand miêu tả năm 1907.